# 马丁·弗里德克
马丁·弗里德克（1992年3月24日—）是一位捷克足球運動員。在場上的位置是左後衛或左邊鋒。他現在效力於捷克足球甲級聯賽球隊利貝雷茨足球俱樂部。他也代表捷克U21國家隊參賽。